# الكرما
الكُرما إحدى قرى مركز السنطة التابع لمحافظة الغربية بجمهورية مصر العربية، ويجاورها قرى هورين وكفر كلا الباب والجعفرية.

## التاريخ
تكونت القرية سنة 1228 هـ باسم كفر العولا فصلًا عن قرية هورين، وسمي بكفر العولا نسبة إلى منشئ الكفر الشيخ عويل سليمان. ووردت باسم العولا فقط في سنة 1275 هـ. لاستهجان الاسم صدر قرار من وزارة الداخلية بتغير اسم القرية إلى الاسم الحالي في عام 1897.

## السكان
بلغ عدد سكان الكرما 6108 نسمة حسب تقدير عام 2018.
| السنة  | 1882 | 1897 | 1907 | 1927 | 1947 | 1960 | 1976 | 1986 | 1996 | 2006  | 2018 |
| ------ | ---- | ---- | ---- | ---- | ---- | ---- | ---- | ---- | ---- | ----- | ---- |
| القرية | 1055 | 1445 | 1495 | 1788 | 1968 | 2416 | 2800 | 3260 | 4132 | 4,802 | 6108 |